# Bullet in the Head (film)
Bullet in the Head is een dramatische oorlogsfilm uit Hongkong onder regie van John Woo.

Titel in Chinese karakters: 喋血街頭

Uitspraak in Kantonees: Dip huet gaai tau

## Verhaal
Het is 1967. De vrienden Ben, Frank en Paul krijgen ruzie met een straatbende. Per ongeluk doden ze de bendeleider, waardoor ze Hongkong moeten ontvluchten. Om geld te verdienen gaan ze naar Vietnam met een koffer smokkelwaar. Ze verliezen de koffer bij een aanslag van de Vietcong en moeten op een andere manier aan geld zien te komen. Met hulp van een landgenoot bezorgen ze zich wapens en plegen een overval. Dan krijgen ze de Amerikanen en hun trawanten achter zich aan als ze een koffer vol goud stelen. Tijdens de vlucht vallen ze (en hun achtervolgers) in handen van de vietcong. Nu zullen ze merken wat hun onderlinge vriendschap waard is...
Bullet in the Head is een verschrikkelijk harde film over waartoe geld mensen kan drijven.

## Rolbezetting
Hoofdpersonages:
| Acteur              | Personage |
| ------------------- | --------- |
| Tony Leung Chiu-Wai | Ben       |
| Jacky Cheung        | Frank     |
| Waise Lee           | Paul      |
| Simon Yam           | Luke      |